# 金沟子镇
金沟子镇，是中华人民共和国辽宁省铁岭市开原市下辖的一个乡镇级行政单位。

## 行政区划
金沟子镇下辖以下地区：
金沟子村、十社村、三道沟村、巴尔虎营子村、红岭村、二社村、和气堡村、红旗营子村、新安堡村、老观堡村、田家村、头道坊村、金英村、东四家子村、马千台村和小湾屯村。

## 交通
京哈铁路：金沟子站